# Hiroshi Nakai
Hiroshi Nakai (中井 洽, Nakai Hiroshi), né le 10 juin 1942 à Xinjing (actuelle Changchun dans la province du Jilin en république populaire de Chine), à l'époque capitale de l'État fantoche du Mandchoukouo et mort le 22 avril 2017 à Tokyo, est un homme politique japonais, membre du Parti démocrate du Japon (PDJ).
Il est élu de 1976 à 2012 à la Chambre des représentants, la chambre basse de la Diète du Japon, avec une interruption entre 1986 et 1990. Il a représenté successivement l'ancien 1er district de la préfecture de Mie (de 1976 à 1986 et de 1990 à 1993), puis la nouvelle 1re circonscription de cette dernière (de 1996 à 2000 et de 2009 à 2012), ainsi que le bloc proportionnel de Tōkai (de 2000 à 2009). Il a été l'éphémère ministre de la Justice du 80e cabinet du Japon dirigé par Tsutomu Hata du 8 mai au 30 juin 1994. Il a ensuite été ministre d'État, président de la Commission nationale de sécurité publique et chargé de la Question des enlèvements de Japonais par la Corée du Nord du 16 septembre 2009 au 17 septembre 2010 dans les 93e et 94e cabinets du Japon dirigés successivement par Yukio Hatoyama puis Naoto Kan, portefeuilles qu'il a cumulés avec celui de la Gestion des catastrophes à partir du 12 janvier 2010. À partir du 1er octobre 2010 et jusqu'à la fin de la 45e législature le 16 novembre 2012, il est le président de la commission du Budget de la Chambre des représentants.

## Biographie

### Des origines socialistes
Hiroshi Nakai est l'aîné de trois fils de Tokujirō (1907-1991) et Hatsue Nakai (1919-2009). Son père, employé d'une compagnie électrique installée dans la Mandchourie contrôlée par les Japonais durant la Seconde Guerre mondiale (d'où la naissance et la petite enfance de Hiroshi passée à Xinjing), est devenu une figure du Parti socialiste japonais (PSJ) après 1945 (au sein de son aile droite socialiste démocratique, par opposition à l'aile gauche de tendance marxiste). Il est ainsi le premier maire socialiste de l'histoire du Japon, étant élu de 1947 à 1953 à Ueno (où il est lui-même né en 1907 et où la famille Nakai est revenue s'installer après la fin de la guerre, en septembre 1946), aujourd'hui partie de la ville d'Iga dans la préfecture de Mie, puis est député de l'ancien 1er district de Mie de 1953 à 1960 et de 1963 à 1972.
Hiroshi Nakai fait sa scolarité dans le public, à Ueno jusqu'au collège : à la maternelle Hakuhō, à l'école élémentaire Ouest et au collège Sūkō. Il rejoint ensuite son père à Tōkyō et est inscrit au lycée métropolitain de Tachikawa. Il fait ensuite ses études à la faculté des sciences économiques de l'université privée Keiō. Il en sort titulaire d'un baccalauréat en économie (経済学士, Keizai gakushi) en mars 1969.
Mais il s'implique avant même la fin de son cursus universitaire aux côtés de son père, dont il est le secrétaire particulier à partir de 1963. Alors que le chef de l'aile gauche du PSJ, Tomomi Narita, arrive à sa tête en 1969, les divisions entre les deux tendances internes se font de plus en plus vives au sein de la fédération préfectorale de Mie et Tokujirō Nakai doit faire face aux élections législatives du 27 décembre 1969 à la candidature socialiste rivale de Kazuo Taguchi et n'est réélu que de peu (en cinquième et dernière place éligible au vote unique non transférable, et seulement 549 voix d'avance sur le libéral-démocrate Fujimaro Kubota arrivé sixième tandis que Taguchi, en septième position, lui a retiré 42 538 votes).
Tokujirō Nakai décide de se retirer avant les législatives du 10 décembre 1972 et Hiroshi Nakai décide de prendre la relève. Il n'est toutefois pas investi candidat par le PSJ, qui ne soutient alors que Kazuo Taguchi. Il quitte ainsi le parti et se présente comme indépendant. Il est battu, obtenant 48 277 voix (8,97 % des suffrages exprimés) et la septième et avant-dernière place, tandis que Taguchi est pour sa part élu.

### Cadre du PDS
Hiroshi Nakai adhère en juin 1975 au Parti démocrate socialiste (PDS), mouvement issu d'une première dissidence d'une partie de l'aile droite du PSJ en 1960 qui défendait alors la signature du traité de sécurité nippo-américain. Il se prépare à se représenter sous cette nouvelle étiquette aux élections législatives suivantes, organisées le 5 décembre 1976. Dans un contexte national marqué par un recul du Parti libéral-démocrate (PLD, droite conservatrice libérale) au pouvoir (il perd 22 sièges et la majorité absolue qu'il détenait depuis sa création en 1955) et de percée de l'opposition non communiste (le PDS gagne 10 élus par rapport à 1972, le PSJ 5 députés de plus mais surtout le mouvement centriste confessionnel bouddhiste Kōmeitō 26 représentants supplémentaires), Hiroshi Nakai est élu. Il réunit 73 061 votes (12,63 %) et arrive en cinquième position, soit la dernière éligible. Il talonne Kazuo Taguchi (qui n'a obtenu que 1 906 voix et 0,33 points de plus que Nakai), tandis que deux des trois sortants libéraux-démocrates (Sachio Yamamoto et Satoru Tanaka) sont battus. À 34 ans, Hiroshi Nakai fait ainsi sa première entrée à la Diète.
Seul parlementaire du PDS que ce parti a connu durant toute son existence à Mie, Hiroshi Nakai va être président de sa fédération préfectorale de 1976 à 1990. Il est plus tard secrétaire général adjoint (secondant à ce poste Takashi Yonezawa) et président du comité des campagnes électorales du mouvement de mai 1990 à août 1993. Il est réélu le 7 octobre 1979 (avec 83 316 voix, 14,48 % et la quatrième place), le 22 juin 1980 (avec 80 162 votes, 13,3 % et le cinquième score) et le 18 décembre 1983 (94 052 suffrages, 15,8 % et la quatrième position). Mais il est battu lors du scrutin du 6 juillet 1986 (remporté largement sur le plan national par le PLD mené par le populaire Premier ministre Yasuhiro Nakasone, tandis que le PDS perd 12 sièges, dont celui de Nakai), avec 84 573 voix et 13,2 % des suffrages exprimés, arrivant sixième. Il a obtenu 5 631 votes et 1,7 points de moins que le socialiste Chūji Itō élu en cinquième place. Nakai est le seul des cinq sortants à ne pas être reconduit, tandis que son siège revient à l'ancien député libéral-démocrate Jirō Kawasaki (38 ans, fils et petit-fils de ministre, élu une première fois en 1980 mais qui s'était fait battre en 1983, il est revenu en force en 1986 avec le meilleur score, soit 124 800 voix et 19,5 %).
Après quatre ans de parenthèse, il réintègre la Diète aux législatives du 18 février 1990 (94 649 voix, 13,47 % et le cinquième score), au détriment du président du Conseil de réflexion politique du Kōmeitō Chikara Sakaguchi (député sortant, élu de 1972 à 1980 et depuis 1983). Le PDS se rapproche par la suite du PSJ qui, avec l'effondrement du bloc soviétique, s'est éloigné du marxisme-léninisme et s'oriente de plus en plus vers la social-démocratie tout en commençant à avoir une attitude d'acceptation passive du traité de sécurité américano-nippon. Il entretient également des relations relativement étroites avec la Fédération sociale-démocrate (FSD), le Kōmeitō ou le Nouveau parti du Japon (NPJ), mouvement libéral et réformiste créé en 1992 par des élus locaux et des jeunes militants (pour beaucoup dissidents du PLD auquel il reproche les scandales politico-financiers qui ont touché ses dirigeants depuis la fin des années 1970) emmenés par l'ancien populaire gouverneur de la préfecture de Kumamoto (de 1983 à 1991) Morihiro Hosokawa. Ainsi, pour les élections législatives du 18 juillet 1993, Hiroshi Nakai est également soutenu par le NPJ. Ce scrutin est alors marqué par la perte du pouvoir par le PLD pour la première fois depuis sa création en 1955 au profit d'une coalition hétéroclite « anti-PLD, anti-communiste » de sept partis (dont fait partie le PDS, le PSJ, la FSD, le Kōmeitō, le NPJ ainsi que deux nouvelles formations tout juste créées par des dissidents libéraux-démocrates : le Shinseitō conservateur libéral et réformateur de Tsutomu Hata et Ichirō Ozawa et le Nouveau parti pionnier NPS progressiste et environnementaliste de Masayoshi Takemura). Dans l'ancien 1er district de Mie, cette alliance obtient 3 des 5 sièges à pourvoir : Katsuya Okada du Shinseitō en première place, Chikara Sakaguchi du Kōmeitō en deuxième et Hiroshi Nakai en cinquième (avec 90 779 votes et 13,06 % des suffrages).
Hiroshi Nakai devient alors l'une des figures de la nouvelle majorité. Le 12 août 1993, il est ainsi porté à la présidence de la commission du Commerce et de l'Industrie de la Chambre des représentants. Mais surtout, lorsque le ministre de la Justice Shigeto Nagano (du Shinseitō) doit démissionner le 7 mai 1994 (seulement neuf jours après sa nomination) pour avoir le 4 mai décrit le massacre de Nankin et d'autres crimes de guerre du Japon Shōwa comme des « canulars » et nié que le Japon ait été l'agresseur dans la guerre du Pacifique, Hiroshi Nakai est choisi par le Premier ministre (et président du Shinseitō) Tsutomu Hata pour le remplacer, son entrée en fonction étant officielle le 8 mai. Il s'attache immédiatement à apaiser les tensions avec les voisins asiatiques du Japon causées par les déclarations de son prédécesseur, affirmant le jour même de sa prise de fonction : « Il est indéniable que [l'armée impériale japonaise] a conduit des actions cruelles, indescriptibles contre les citoyens chinois à Nankin »,. Il ne reste toutefois lui-même que peu de temps en place, Tsutomu Hata ayant démissionné à la suite de la perte du soutien du PSJ et du NPS, ces deux derniers formant à partir du 30 juin 1994 une Grande coalition avec le PLD qui porte le socialiste Tomiichi Murayama à la tête du gouvernement. Durant son court passage à la Justice, Hiroshi Nakai s'est pour autant rendu célèbre au Japon et dans une certaine mesure sur la scène internationale pour avoir adopté une attitude ferme et légaliste dans l'affaire du visa de Diego Maradona. Celui-ci devait initialement participer avec l'équipe d'Argentine de football à l'édition 1994 de la Coupe Kirin du 22 au 26 mai. Cependant, le ministère de la Justice du Japon, compétent en matière d'immigration, refuse le 13 mai de délivrer son visa au joueur vedette, appliquant la loi japonaise selon laquelle l'entrée dans l'archipel n'est pas autorisée pour les étrangers ayant fait l'objet d'une condamnation judiciaire durant les dix dernières années (Maradona étant touché par cette interdiction à la suite de son arrestation pour possession de cocaïne à Buenos Aires en 1991 et pour avoir été suspendu de match international pendant quinze mois entre 1991 et 1992 pour avoir été contrôlé positif à cette drogue). Cette décision de l'administration nippone, fortement défendue par Nakai dans les médias, provoque de vives protestations en Argentine (une grenade lacrymogène est lancée sur l'ambassade japonaise à Buenos Aires le 14 mai) et finalement la décision de l’Albiceleste d'annuler sa participation à la Coupe Kirin.

### Partisan d'Ozawa
Après sa première expérience ministérielle, Hiroshi Nakai préside l'« organisation du comité préparatoire pour un nouveau parti » et se rapproche au fil du temps du secrétaire général du Shinseitō Ichirō Ozawa. Il va ainsi être l'un des principaux artisans de la dissolution du PDS au sein de la nouvelle grande formation d'opposition au PLD.

#### Passage auShinshintō
Le 10 décembre 1994, les composantes de l'alliance « anti-PLD, anti-communiste » de 1993 n'ayant pas rejoint la Grande coalition (à savoir le Shinseitō, le Kōmeitō, le NPJ et le PDS) s'associent à l'Union pour une réforme libérale (fédération de petits partis créée en juillet 1994 par l'ancien Premier ministre Toshiki Kaifu et formée de dissidents récents du PLD en reprochant surtout à celui-ci d'avoir contribué à porter un socialiste à la tête du Cabinet) pour créer le Parti de la nouvelle frontière (新進党, Shinshintō). Celui-ci, présidé tout d'abord par Kaifu, forme le 27 décembre 1994 un contre-gouvernement baptisé « Cabinet de demain » (明日の内閣, Asu-no-Naikaku). En son sein, Hiroshi Nakai est successivement « directeur de demain de l'Agence de Gestion et de Coordination » (chargé de contrer les titulaires de ce poste dans le gouvernement Murayama, à savoir le socialiste Tsuruo Yamaguchi puis le libéral-démocrate Takami Etō) jusqu'au 28 septembre 1995, « ministre de demain de l'Éducation, de la Culture, des Sciences et de la Technologie » (face aux libéraux-démocrates Yoshinobu Shimamura et Yasuoki Urano, respectivement ministre de l'Éducation et directeur de l'Agence des Sciences et des Technologies) du 28 septembre au 29 décembre 1995 et enfin « ministre de demain des Affaires étrangères » (opposé à son homologue du premier gouvernement Hashimoto, le PLD Yukihiko Ikeda) du 30 septembre au 6 novembre 1996.
Nakai défend au sein du parti Ichirō Ozawa contre notamment son ancien allié et nouveau rival Tsutomu Hata. Et à la suite de la victoire du premier contre le second à l'élection à la présidence du Shinshintō (ouverte à l'ensemble des militants) le 27 décembre 1995, Hiroshi Nakai devient en janvier 1996 premier vice-président du Comité des Affaires de la Diète du parti (secondant à ce poste Takeo Nishioka, ancien de l'Union pour une réforme libérale) et président du groupe à la Chambre des représentants. Il le reste jusqu'à la dissolution de cette dernière le 27 septembre 1996 et l'organisation d'élections législatives anticipées le 20 octobre. Lors de celle-ci, les premières à appliquer la réforme électorale de 1994 remplaçant l'ancien vote unique non transférable par un système mixte unissant scrutin uninominal majoritaire à un tour dans 300 circonscriptions et proportionnelle de liste dans 11 grands blocs correspondant plus ou moins aux régions géographiques, Hiroshi Nakai est le candidat du Shinshintō dans le nouveau 1er district de Mie (moins étendu que l'ancien).
Il bénéficie également de la formation en 1995 dans cette préfecture de la bonne entente, initiée par l'autre député Shinshintō Katsuya Okada et le gouverneur Masayasu Kitagawa, de l'ensemble des forces non-PLD et non-communiste. Ainsi, Nakai, outre son investiture du Shinshintō, est soutenu dans la 1re circonscription tant par le Parti social-démocrate (PSD, nouveau nom depuis janvier 1996 du PSJ et pourtant toujours officiellement membre de la Grande coalition), le nouveau Parti démocrate du Japon (PDJ, créé en septembre 1996 par la moitié des parlementaires du PSD et du NPS souhaitant quitter la majorité de l'époque et défendre l'idée d'une « troisième voie » entre « fondamentalisme de marché » et « État-construction ») et par les syndicats (desquels il est resté proche depuis l'époque où il était membre du PDS). Il n'a donc face à lui qu'un candidat du PLD, Jirō Kawasaki (autre député sortant de l'ancien 1er district et qui devient son adversaire traditionnel à chaque législatives jusqu'à 2009), et un du Parti communiste japonais (PCJ), Shin'ichi Fujii. Nakai l'emporte de très peu sur Kawasaki, avec 89 802 voix, 45,21 % des suffrages exprimés et seulement 443 votes (0,23 points) d'avance.
Par la suite, Ichirō Ozawa est de plus en plus contesté au sein du Shinshintō tout en conservant notamment le soutien de Nakai, qui devient président du Comité de l'organisation du parti en novembre 1996. Lorsque ces dissensions aboutissent à l'éclatement du parti le 27 décembre 1997, Hiroshi Nakai ne suit pas la plupart des anciens parlementaires démocrates socialistes, qui fondent alors le Nouveau parti de la Fraternité (NPF) avant de se fondre en avril 1998 dans le PDJ devenu le principal parti d'opposition, et rejoint plutôt le Parti libéral créé le 6 janvier 1998 par Ozawa et Toshiki Kaifu.

#### Au Parti libéral
Hiroshi Nakai est dès sa création secrétaire exécutif (c'est-à-dire membre du bureau politique) et président du Comité des relations publiques du nouveau Parti libéral. Membre secondaire de la direction, il participe notamment à son alliance à partir du 19 novembre 1998 avec le PLD (qui a depuis perdu le soutien du PSD et du NPS) de Keizō Obuchi pour former la nouvelle coalition au pouvoir. Dans ce cadre, Hiroshi Nakai accède notamment à la présidence de la Commission spéciale de la Chambre des représentants pour le déménagement de la Diète nationale et des organisations associées le 20 janvier 2000, succédant à un autre membre de son parti, Issei Inōe. Il le reste jusqu'à la dissolution de la Chambre des représentants le 2 juin 2000. Il va de nouveau occuper cette position du 18 octobre 2002 au 10 octobre 2003, alors qu'il est depuis redevenu un membre de l'opposition. Le 29 mai 2003, cette commission annonce renoncer à choisir un site candidat pour cette délocalisation durant la session parlementaire en cours (et elle n'est pas reconduite dans la session suivante), mettant un terme ainsi à un projet initié en 1990 (en conséquence directe de l'explosion des prix du foncier dans la capitale liée à la bulle spéculative japonaise). Cet échec est dû essentiellement à une vive opposition du gouvernement métropolitain Tōkyō et de l'impossibilité de départager, du fait d'une forte rivalité entre collectivités, les trois potentiels sites candidats définis en 1999 (Tochigi-Fukushima au nord, Gifu-Aichi ou Mie-Kinki central à l'ouest) pour le déplacement d'institutions et services du gouvernement central. Hiroshi Nakai déclare pour sa part, pour justifier cet échec : « Alors que nous aurions dû réduire le nombre [de site candidat] à un, si nous l'avions fait, cela aurait déclenché une agitation et rendu impossible de transmettre la décision à un vote en séance plénière de la Chambre ». La commission fait néanmoins le vœu que la réflexion sur la question continue par la suite, notamment en envisageant l'« idée nouvelle » de répartir les administrations déplacées à travers plusieurs nouvelles localisations
Entretemps, l'échec des négociations en vue d'un accord électoral pour les élections législatives à venir et le changement de direction au PLD (entré dans le coma le 1er avril 2000, Keizō Obuchi est remplacé par Yoshirō Mori, avec lequel Ozawa s'entend moins, dès le 5 avril) poussent le Parti libéral à quitter la coalition gouvernementale et à retourner dans l'opposition au début du mois d'avril 2000. Il en résulte une scission entre d'une part les fidèles d'Ozawa (19 représentants sur 39, dont Nakai, et 6 conseillers sur 12) qui restent au sein du mouvement et entrent dans l'opposition, et d'autre part les partisans d'un maintien dans la majorité (20 puis 18 représentants, à la suite de la défection de deux d'entre eux qui adhèrent directement au PLD, et 6 conseillers) emmenés par l'ancien secrétaire général du parti et ancien ministre Takeshi Noda avec le soutien moral de Toshiki Kaifu. Ces derniers fondent un nouveau mouvement, le Parti conservateur (rebaptisé en 2002 Nouveau Parti conservateur avant de fusionner en 2003 avec le PLD). Dans le cadre du remaniement au sein de l'exécutif du Parti libéral qui résulte de cette dissidence, Hiroshi Nakai cumule sa fonction de responsable des relations publiques avec celle de président de la Commission des organisations.
Aux élections législatives du 25 juin 2000, Hiroshi Nakai a le soutien du groupe intitulé « Nouveau gouvernement pour Mie » (新政みえ, Shinsei Mie), créé en 1999 à l'instigation de Katsuya Okada (qui a rejoint en 1998 le PDJ) et du gouverneur Masayasu Kitagawa pour réunir les fédérations locales du Rengō (principale confédération syndicale du pays), du PDJ, du PSD et du Parti libéral afin de soutenir la politique de Kitagawa puis de son successeur à partir de 2003, Akihiko Noro, et présenter des candidatures communes lors des élections nationales. Malgré cette large investiture, Nakai est toutefois battu au vote majoritaire par son adversaire traditionnel, Jirō Kawasaki. L'écart entre les deux hommes est de plus nettement plus large qu'en 1996 : Nakai ne réunit ainsi que 76 673 voix et 37,33 % des suffrages exprimés, contre la majorité absolue en nombre de votes (104 484 et 50,87 %) au libéral-démocrate. Il conserve néanmoins son siège à la Chambre des représentants grâce au scrutin proportionnel : il menait en effet la liste du parti dans le bloc de Tōkai, qui a obtenu en tout 683 153 suffrages (9 %) et 2 des 21 sièges à pourvoir.
Membre actif de l'opposition, il mène à la Diète plusieurs attaques contre le nouveau président du PLD et Premier ministre réformateur Jun'ichirō Koizumi dès les premiers mois après son arrivée au pouvoir en avril 2001. Par exemple, le 27 juin 2001, il questionne avec son collègue Susumu Shiota Koizumi au sujet des sources de financement de son magazine officiel par courriel (diffusé à grande échelle et très populaire), l'accusant d'utiliser des fonds publics pour sa « propagande privée ». Également favorable à un renforcement des relations avec Taïwan, il aide notamment à organiser la visite au Japon du ministre de la Justice de la république de Chine Chen Ding-nan en juillet 2002 et à arranger à cette occasion sa rencontre avec son homologue nippon Toranosuke Moriyama (la première réunion de ce genre depuis 1972). Pour cela, il reçoit les remerciements du président taïwanais Chen Shui-bian lors d'un déplacement à Taipei en février 2003. En octobre 2002, Hiroshi Nakai devient l'un des vice-présidents du Parti libéral, et participe à son absorption le 26 septembre 2003 dans le Parti démocrate du Japon.

### Membre du Parti démocrate
Au sein du PDJ, Hiroshi Nakai adhère à la faction interne qui avait été fondée en son sein par les anciens membres du PDS, l'« Association démocrate socialiste » (民社協会, Minsha kyōkai). Il constitue également avec ses collègues issus du Parti libéral le « Groupe des anciens libéraux » (旧自由党グループ, Kyū-Jiyutō-gurūpo), association informelle faisant partie avec d'autres factions constituées ou clubs un ensemble plus vaste appelé le « Groupe Ozawa » (小沢グループ, Ozawa-gurūpo), car regroupant l'ensemble des partisans d'Ichirō Ozawa au sein du PDJ. En décembre 2003, le chef du parti, Naoto Kan, place des libéraux dans sa direction (Ozawa lui-même avait été porté dès septembre à la position de président délégué et numéro deux) et Hiroshi Nakai devient l'un de ses vice-présidents. Il est reconduit au même poste par le successeur de Kan, Katsuya Okada, en mai 2004 et le reste tant que ce dernier est à la tête du mouvement, soit jusqu'en septembre 2005. Après l'accession à la présidence d'Ichirō Ozawa, Hiroshi Nakai est président du Conseil exécutif permanent (qui assure l'intérim du bureau après sa démission ou son empêchement, et prépare les élections du président) de septembre 2006 à septembre 2008.

#### Réélu parlementaire d'opposition
Aux élections législatives qui font immédiatement suite à cette fusion, le 9 novembre 2003, il est à nouveau battu par Jirō Kawasaki au scrutin majoritaire dans le 1er district de Mie tout en améliorant son score de 2000 avec 90 381 voix et 44,42 % des suffrages. C'est une nouvelle fois par la proportionnelle qu'il reste député, mais de peu : en vingt-deuxième place sur la liste démocrate menée par Yuzuru Tsuzuki (lui aussi ancien du Parti libéral) dans le bloc législatif de Tōkai, qui a obtenu 2 872 501 votes (40,77 %, soit le meilleur score) et 9 des 21 sièges à pourvoir, Nakai ne doit être réélu qu'au fait que 14 des candidats présents avant lui sur cette liste ont gagné un siège par le vote uninominal et qu'il se retrouve donc en huitième et avant-dernière position éligible.
Le même scénario se reproduit au scrutin du 11 septembre 2005 (largement remporté nationalement par le PLD de Koizumi). Il est pour la troisième fois devancé par Kawasaki (lui-même un ferme partisan du Premier ministre de l'époque et de ses réformes) dans la 1re circonscription de Mie où il récolte 95 560 suffrages (43,08 %). Et quinzième sur la liste du PDJ tirée par Takashi Kawamura (autre ancien libéral) et qui totalise 2 766 443 votes (34,9 %, battu cette fois par la liste libérale-démocrate) pour 8 sièges emportés, Nakai est encore une fois réélu puisque les neuf premiers noms de la formation sont par ailleurs victorieux au scrutin majoritaire.

#### Un conservateur dans un parti de centre-gauche
Bien qu'étant lui-même issu initialement d'un parti qui était positionné au centre gauche (le PDS), Hiroshi Nakai apparaît rapidement comme l'un des membres les plus conservateurs du PDJ. Il se montre notamment partisan d'une diplomatie ferme à l'égard des régimes dictatoriaux de la région Asie-Pacifique, à savoir surtout la république populaire de Chine (étant lui-même favorable à Taïwan) et la Corée du Nord (il s'agit pour cela d'une position qui remonte justement à son passé démocrate socialiste, cet ancien mouvement ayant développé un discours résolument anti-communiste et ayant critiqué l'indulgence que pouvaient avoir d'autres partis de gauche, comme le PSJ, vis-à-vis de Pékin ou Pyongyang à l'époque). De plus, Hiroshi Nakai s'oppose fortement à certaines des réformes sociétales prônées pourtant assez majoritairement au sein du PDJ.
Hiroshi Nakai est membre de la « Société d'amitié parlementaire de Nippon Kaigi » (日本会議国会議員懇談会, Nippon Kaigi kokkai-giin Kondankai) présidée par Takeo Hiranuma et affiliée à Nippon Kaigi (la 日本会議 (« Réunion du Japon »)), une organisation traditionaliste, nationaliste, et ouvertement révisionniste.
Il apparaît tout d'abord comme l'un des principaux spécialistes au sein du PDJ de la question des enlèvements de Japonais par la Corée du Nord. Pyongyang a reconnu en 2002 avoir dans les années 1970 fait enlever 14 ressortissants japonais par ses services secrets afin de les initier à la langue et à la culture nippone. Les cinq derniers Japonais enlevés encore en vie selon la Corée du Nord sont autorisés à revenir au Japon en 2002 (normalement ce retour ne devait être que temporaire, mais Tōkyō, du fait de la sensibilité du sujet au sein de l'opinion publique japonaise, se refuse à les renvoyer), et leurs proches les rejoignent en 2004. Mais les tensions se ravivent sur le fait de connaître le sort connu par les 8 autres victimes que la république populaire démocratique de Corée (RPDC) prétend être décédées, et de savoir si d'autres citoyens japonais n'ont pas été enlevés. Sur le sujet, Nakai défend l'adoption d'une attitude ferme et offensive à l'égard de la Corée du Nord. Membre de la Fédération parlementaire d'action pour secourir rapidement les citoyens japonais enlevés par la Corée du Nord, il est président du Quartier général pour la définition de la stratégie du parti sur la question à partir de décembre 2005. Après le vote par la Diète (tant par le PLD et le PDJ) le 16 juin 2006 d'une loi envisageant des sanctions contre la RPDC si celle-ci ne fournit pas les informations demandées par Tōkyō concernant les huit victimes prétendues mortes ou la possibilité que d'autres Japonais aient été enlevés, Nakai défend que le Japon devrait utiliser tous les outils diplomatiques possibles pour force la Corée du Nord de résoudre le problème, comme le recours aux Nations unies ou l'introduction du sujet sur la table des négociations des pourparlers à six.
Il fait notamment partie des quelques parlementaires démocrates à militer en 2006 contre l'ouverture du droit de succession au trône du Chrysanthème aux femmes, tel qu'envisagée à ce moment par Jun'ichirō Koizumi pour résoudre le problème de manque de garçons dans les jeunes générations de la famille impériale. Nakai est ainsi présent à un grand rassemblement organisé à Tōkyō (auquel ont participé plus de 10 000 personnes) le 7 mars 2006 pour s'opposer à ce projet de réforme. S'exprimant alors à la tribune, il dit avoir « tressailli » à l'annonce par l'Agence impériale au début du mois de février que la princesse Kiko d'Akishino, épouse du second fils de l'empereur, était enceinte (relançant l'espoir au sein des partisans du maintien de la lignée masculine de l'arrivée d'un garçon pour la première fois dans la famille impériale depuis celle du prince Akishino lui-même en 1965, ce qui sera le cas avec la naissance du prince Hisahito, le 6 septembre 2006). Il ajoute : « L'accouchement est prévu pour septembre [2006], juste quand M. Koizumi démissionne. J'ai l'impression que Dieu existe véritablement ». Il déclare également à cette occasion que : « J'espère secrètement que le prince héritier [Naruhito] fera aussi des efforts [pour avoir un fils] ».

#### Ministre de la Sécurité publique et des Enlèvements
Les élections législatives du 30 août 2009 sont marquées par une victoire historique du PDJ (qui a lui-seul obtient, et de loin, la majorité absolue avec 308 sièges sur 480) sur le PLD. Hiroshi Nakai bénéficie lui-même de cette victoire, puisqu'après trois défaites successives il réussit à retrouver l'ascendant sur Jirō Kawasaki au vote majoritaire dans le 1er district de la préfecture de Mie. Avec le soutien traditionnel du Shinsei Mie (donc du Rengō, du PDJ et du PSD) mais aussi pour la première fois du Nouveau parti du peuple (NPP, fondé en 2005 par des « rebelles postaux », dissidents du PLD opposés à la privatisation de la poste, et qui est devenu un allié du Parti démocrate à partir de 2007), il a alors récolté pour la première fois de sa carrière la majorité absolue en voix à ce mode de scrutin, avec 118 413 votes et 53,55 % des suffrages exprimés.
À la suite de ce scrutin, une coalition est formée entre le PDJ, le PSD et le NPP, et le président du premier, Yukio Hatoyama, devient le nouveau Premier ministre le 16 septembre 2009. Il forme le jour même son Cabinet, dans lequel il nomme Hiroshi Nakai comme président de la Commission nationale de sécurité publique et Ministre d'État chargé de la Question des Enlèvements. À ces attributions s'ajoutent le 12 janvier 2010 celles de la Gestion des catastrophes. Après la démission de Yukio Hatoyama et son remplacement par Naoto Kan le 8 juin 2010, Nakai est reconduit à ces trois portefeuilles, qu'il conserve jusqu'au remaniement du gouvernement le 17 septembre suivant.

##### Fermeté face à la Corée du Nord
Il se fait surtout remarquer pour sa gestion du dossier de la Question des enlèvements, dont il est un spécialiste. Il annonce notamment peu de temps après sa prise de fonction l'orientation de la politique prise par la nouvelle majorité en la matière : « Nous sommes en train de commencer une nouvelle investigation avec une nouvelle perspective sur la question. Nous pensons que si nous faisons davantage d'enquêtes approfondies il y aurait plus de gens qui pourraient être confirmés comme des enlevés ». Il confirme la position officielle de l'État depuis 2006 de faire de la résolution de cette question un préalable à toute reprise des négociations (et notamment des pourparlers à six) avec Pyongyang : « Le Japon ne travaillera jamais à la normalisation des relations avec la Corée du Nord sans une résolution de la question des enlèvements ». Et la nouvelle administration imagine également un certain nombre de mesures pour garder le sujet vivant au sein de l'opinion publique nationale et internationale, notamment faire visiter par les médias les sites où les enlèvements ont eu lieu, la production du manga ou de DVD ou encore la diffusion d'un programme quotidien de radio à ondes courtes, long de trois heures, en Corée du Nord avec des messages enregistrés des proches des victimes et des nouvelles du pays. D'autre part, Nakai milite activement pour faire venir au Japon des transfuges nord-coréens passés en Corée du Sud afin d'obtenir de leurs parts d'éventuelles informations sur les enlèvements ou autres actions secrètes du régime de Pyongyang qui auraient été menées ou préparées contre l'État nippon, et s'en servir pour renforcer sa pression sur Pyongyang. Il se rend ainsi le 22 octobre 2009 à Séoul afin de convaincre Hwang Jang-yop (ancien président de l'Assemblée populaire suprême de la RPDC de 1972 à 1983 et l'un des principaux théoriciens du Juche, il est passé en 1997, via la Chine, du côté sud-coréen, placé sous protection de la police car sujet à de nombreuses menaces de mort et tentatives d'assassinat organisées par le Régime de Pyongyang contre ce qui reste son plus haut cadre à avoir fait dissidence) et Kim Hyon-hui (ancienne espionne nord-coréenne, arrêtée en 1987 comme responsable de l'attentat du vol 858 de Korean Air, condamnée à mort par le tribunal de Séoul en 1989 mais graciée par le président Roh Tae-woo pour s'être repentie et avoir pleinement collaboré avec les forces de sécurité sud-coréenne, faisant connaître alors au Monde que des citoyens nippons ont été enlevés par le passé puisqu'elle-même a révélé avoir appris le japonais auprès de l'une de ces victimes, Yaeko Taguchi, elle vit également de manière cachée et sous protection) de venir au Japon la semaine suivante. Si les deux intéressés rejettent l'invitation dans un premier temps (Hwang déclarant estimer ce voyage comme prématuré et disant craindre de possibles récupérations politiques), ils finissent par se rendre dans l'archipel en 2010. Hwang fait un déplacement de cinq jours du 4 au 8 avril (sa première visite depuis 1997, date à laquelle il s'était rendu à Tōkyō alors qu'il était encore un dignitaire nord-coréen, il rencontre Hiroshi Nakai, qui lui demande de fournir toutes ses connaissances potentielles sur les enlèvement, même si les familles des victimes, avec qui il s'entretient également, estiment qu'il n'a en réalité que peu de choses à leur apprendre),. Kim pour sa part se rend au Japon du 20 au 23 juillet suivant (pour un programme relativement similaire que celui de Hwang, à savoir surtout pour rencontrer Nakai et les familles des victimes), visite durant laquelle Hiroshi Nakai annonce, le 22 juillet, qu'Yaeko Taguchi était vivante et résidait à Pyongyang en 2004, alors qu'elle faisait partie des huit victimes d'enlèvements présentées comme mortes par la RPDC depuis cette date. L'opposition libérale-démocrate a fortement critiqué ces deux invitations (surtout celle de Kim, reprochant au gouvernement de l'avoir « traitée comme s'il s'agissait d'une VIP » alors qu'elle est « terroriste ») comme de simples coups de communications coûteux pour le trésor public. Pour Nakai au contraire, cela a entre autres permis de « renforcer [la] foi » des familles que leurs proches sont toujours en vie.
Mais Hiroshi Nakai se fait surtout remarquer pour son interprétation ferme de la politique de sanction décidée depuis 2006 à l'égard de la Corée du Nord, ce qui lui vaut de se confronter à plusieurs de ses collègues. C'est le cas tout d'abord avec la ministre de la Justice Keiko Chiba, une ancienne socialiste favorable à un allégement des mesures d'immigration. Elle permet ainsi en janvier 2010 à l'équipe féminine de Corée du Nord d'obtenir des visas pour venir disputer ses matchs de la Coupe d'Asie de l'Est de football devant se tenir en février 2010 à Tōkyō, malgré les interdictions systématiques appliquées à l'entrée des ressortissants de la RPDC en raison des sanctions décidées par le Japon et des critiques de Nakai qui se dit « évidemment opposé » à cette mesure. Chiba se positionne à cette occasion pour rendre plus flexible ces interdictions en ne les limitant notamment qu'aux seuls officiels[réf. nécessaire]. De plus, il milite activement à partir du 20 février 2010 pour que la réforme rendant gratuits les frais de scolarité dans les lycées publics et accordant à ceux de l'enseignement privé une subvention annuelle de 237 600 par élèves ne soit pas étendue aux établissements gérés par le Chongryon (association de Zainichi, ou Coréens résidant au Japon, plutôt proche de la Corée du Nord), ou Chosen Gakko. Il accuse notamment ces dernières, lors d'une réunion avec les familles des Japonais enlevés le 25 avril 2010, de procéder à un « lavage de cerveau » de ses lycéens en leur enseignant l'idéologie du juche, et estime que la subvention gouvernementale, si elle leur était attribuée, servirait en vérité à financer le régime de Pyongyang. Sa position et ses déclarations sur le sujet lui valent des rappels à l'ordre et des critiques du ministre de l'Éducation Tatsuo Kawabata (qui déclare en février 2010 : « Bien que nous sommes en train de préparer des critères pour juger si les Chosen Gakko sont équivalents aux lycées [du système éducatif japonais], j'ai dit à M. Nakai que des considérations diplomatiques ne seront pas des facteurs » retenus pour trancher en la matière), de la présidente du PSD et ministre de l'Égalité sociale et des sexes Mizuho Fukushima (défendant ardemment l'extension du dispositif au Chongryon, elle estime que des questions politiques des adultes ne doivent pas affecter des enfants), de certains médias (surtout le Mainichi Shimbun qui qualifie la proposition de Nakai d'« irrationnelle » dans son éditorial du 11 mars 2010) ou d'instances internationales (la Commission sur l'élimination des discriminations raciales des Nations unies qui met en garde le 16 mars 2010 contre le « traitement différentiel des écoles pour les étrangers et descendants de Coréens et Chinois résidant au [Japon], en ce qui concerne l'assistance publique, les subventions et les exemptions fiscales »). Le Premier ministre Yukio Hatoyama opte pour sa part pour un compromis temporaire le 13 mars 2010, en décidant que le Chongryon ne serait dans un premier temps pas concernée par la réforme (prévue dans le budget de l'année fiscale 2010 et actée sous forme de loi le 16 mars 2010), confiant le règlement du problème à un corps indépendant du ministère de l'Éducation chargé de contrôler le contenu pédagogique enseignés dans les établissements de l'organisation pour s'assurer de la conformité avec les principes généraux du système éducatif japonais. Le chef du gouvernement précise également qu'il s'agit là d'un sujet totalement distinct de la question des enlèvements. Hiroshi Nakai critique le jour même Hatoyama pour ne pas avoir tranché clairement dans ce débat, le qualifiant de « super facile à vivre et trop bon ».

##### Président de la Commission de la sécurité publique
Dès sa prise de position, Hiroshi Nakai émet certaines réserves à l'égard de l'une des promesses de campagne du PDJ, à savoir celles de faire filmer l'intégralité des interrogatoires policiers, ceci afin de renforcer la transparence de la procédure pénale et éviter les éventuelles bavures des forces de l'ordre. En effet, le nouveau président de la Commission nationale de sécurité publique estime que si cette mesure est pleinement appliquée, elle nécessitera en contrepartie la mise en place de nouveaux outils d'investigation telles que la provocation ou le plaidoyer de marchandage. Après la remise en juin 2010 d'un rapport rédigé par un panel d'expert du ministère de la Justice et qui conclut que filmer tous les interrogatoires serait trop coûteux et source de troubles, Keiko Chiba, après avoir jusque-là fermement défendu cette promesse, a décidé de reporter la soumission à la Diète du projet de loi correspondant et d'envisager plutôt une « révision réaliste » du système en place.
Il doit également superviser la gestion de plusieurs faits divers ou catastrophes, comme l'enquête sur le scandale (éclaté en mai 2010) touchant plusieurs lutteurs de sumo s'étant livré à des paris illégaux sur le baseball avec des yakuza ou la mise en place des mesures de sécurité pour contenir l'épizootie de fièvre aphteuse de la préfecture de Miyazaki à partir d'avril 2010.

#### Président de la commission du budget
Une fois parti du gouvernement, Hiroshi Nakai est porté à partir du 1er octobre 2010 à la présidence de la commission du Budget de la Chambre des représentants.
Il est l'objet de plusieurs attaques de l'opposition. Tout d'abord, le 30 novembre 2010, le conseiller de Votre Parti Fumiki Sakurauchi rapporte sur son blog que, lors d'une cérémonie solennelle en présence de la famille impériale tenue la veille à la Diète pour marquer le 120e anniversaire de cette institution, un parlementaire démocrate (qu'il ne nomme pas) aurait soufflé au prince et à la princesse d'Akishino qui se tenait debout en attendant l'arrivée de l'empereur et de l'impératrice : « Asseyez-vous maintenant. Nous ne pouvons pas nous asseoir [avant vous] ». Cette remarque est présentée par Votre Parti et le PLD comme profondément irrespectueuse envers des altesses impériales. Le lendemain de cette révélation, au cours d'une séance de la commission des règles et de l'opposition de la Chambre basse, le représentant libéral-démocrate Yoshihide Suga attribue ces paroles à Hiroshi Nakai et annonce que son parti va déposer devant l'assemblée une motion pour sanctionner ce dernier,. Nakai se défend en affirmant qu'il ne s'agissait absolument pas d'un ordre direct adressé au couple princier, mais d'une pensée à haute voix murmurée et non destinée à être entendue par toutes les oreilles et portant sur un problème d'organisation : « Ce n'était en aucune manière une provocation. Selon le déroulement de la cérémonie, ils étaient supposés être assis et nous tous étions supposés être assis. J'ai donc demandé à cet effet : « Que se passe-t-il ? Leurs Altesses n'ont pas été informées ? » ».
Plus tard, dans le cadre du bras de fer engagé par l'opposition au début 2011 (qui est majoritaire depuis juillet 2010 à la Chambre des conseillers, ayant ainsi la possibilité de bloquer le vote de projets de lois nécessaires pour la bonne application du budget 2011) pour forcer le Premier ministre Naoto Kan à provoquer des élections anticipées, Hiroshi Nakai est à nouveau l'objet d'attaques. En effet, le PLD, le Nouveau Kōmeitō, Votre Parti et Tachiagare Nippon déposent une résolution commune demandant sa destitution de la présidence de sa commission, afin de protester contre le fait que le PDJ ait finalement lancé le processus de vote à la Diète du projet de budget pour l'année fiscale 2011 sans avoir suffisamment pris leurs avis au préalable (il est voté par la Chambre des représentants le 1er mars 2011 et est donc sûr d'être acté avant la fin du mois, même si la Chambre des conseillers le rejette).
Il reste sinon actif dans les négociations avec la Corée du Nord, que ce soit sur le sujet des enlèvements ou sur celui du rapatriement de Japonaises qui, mariées au Japon à des Nord-Coréens et à la suite d'un programme lancé en 1959, avaient été encouragées par les deux gouvernements à l'époque de suivre leurs époux en Corée du Nord, beaucoup d'entre elles ayant depuis demandées à pouvoir retourner dans leur terre natale. Il rencontre à plusieurs reprises l'ambassadeur nommé par Pyongyang pour rétablir des relations diplomatiques avec le Japon, Song Il-Ho, en Chine en juillet 2011 et en janvier 2012 et, selon l’Asahi Shimbun, ne trouvant aucun point d'accord sur le premier sujet de discussion (les enlèvements) mais acceptant de travailler pour trouver une solution au second (le rapatriement des épouses japonaises). Une troisième aurait été prévue à Oulan-Bator en Mongolie les 17 et 18 mars 2012, ce que Hiroshi Nakai dément, s'étant rendu à Taïwan à partir du 16 mars.
Il annonce le 24 octobre 2012 qu'il ne se représentera pas lors des élections législatives à venir, dont la date est finalement fixée au 16 décembre 2012.